# Andrée Vaudel
Andrée Vaudel, née le 2 février 1940 à Réguiny dans le Morbihan, est une coureuse cycliste française.

## Palmarès
- 1958
  -  Championne de France sur piste FSGT (vitesse et poursuite)
  - 2e du championnat de France sur route FSGT
- 1959
  -  Championne de France de vitesse
- 1960
  - 3e du championnat de France sur route (ANNEMASSE)
  - 20e du championnat du monde sur route à KARL-MARX-STADT en Allemagne de l'Est
- 1961
  - 2e du championnat de France de poursuite
  - 2e du championnat de France de vitesse
- 1963
  - 4e du championnat du monde de vitesse sur piste à ROCOURT (Belgique)